# Kolumbianisches Militärordinariat

Wappen des Militärordinariates

Das Kolumbianische Militärordinariat ist ein Militärordinariat in Kolumbien, das die römisch-katholischen Angehörigen der  Kolumbianischen Streitkräfte seelsorgerisch betreut.

## Geschichte
Das Kolumbianische Militärordinariat betreut Angehörige der kolumbianischen Streitkräfte katholischer Konfessionszugehörigkeit seelsorgerisch. Es wurde durch Papst Pius XII. am 13. Oktober 1949 als Militärvikariat errichtet. Nach gegenseitigem Beschluss zwischen dem Heiligen Stuhl und der Republik Kolumbien befindet sich der Sitz des kolumbianischen Militärordinariats in Bogotá. Es wurde am 21. Juli 1986 durch Papst Johannes Paul II. mit der Apostolischen Konstitution Spirituali militum curae zur Diözese erhoben.
| Militärbischöfe in Kolumbien |                                 |                              |                  |                  |
| Nr.                          | Name                            | Amt                          | von              | bis              |
| 1                            | Crisanto Kardinal Luque Sánchez | Erzbischof von Bogotá        | 14. Juli 1950    | 7. Mai 1959      |
| 2                            | Luis Kardinal Concha Córdoba    | Erzbischof von Bogotá        | 19. Mai 1959     | 29. Juli 1972    |
| 3                            | Aníbal Kardinal Muñoz Duque     | Erzbischof von Bogotá        | 30. Juli 1972    | 7. Juni 1985     |
| 4                            | Mario Revollo Bravo             | Erzbischof von Bogotá        | 25. Juni 1984    | 7. Juni 1985     |
| 5                            | Víctor Manuel López Forero      | Titularbischof von Cilibia   | 7. Juni 1985     | 21. Juni 1994    |
| 6                            | Álvaro Raúl Jarro Tobos         | Titularbischof von Thasbalta | 24. Juni 1997    | 19. Januar 2001  |
| 7                            | Fabio Suescún Mutis             |                              | 19. Januar 2001  | 7. Dezember 2020 |
| 8                            | Víctor Manuel Ochoa Cadavid     |                              | 7. Dezember 2020 | 1. Juni 2025     |